# 이해봉 (1942년)
이해봉(李海鳳, 1942년 6월 15일 ~ 2012년 8월 19일)은 대한민국의 관료, 정치인이다.
서울대학교 법학과를 졸업한 후 제6회 행정고시에 합격하여 관료로 재직했으며, 제23대 대구광역시장(관선)과 제15·16·17·18대 국회의원을 역임하였다.
국회의원 지역구는 달서구 을(월배권)이었다. 1996년 무소속으로 출마하여 당선된 이래 월배 지역구에서 4선 국회의원으로 활동한 후, 건강상의 이유로 2012년 총선을 앞두고 불출마를 선언하며 지역구를 윤재옥에게 넘겼다.
총선이 끝난 직후인 2012년 8월 19일에 지병으로 타계했다. 사후 옥포읍 선산에 안장됐으며, 이해봉의 지역구를 물려받은 윤재옥 의원은 매년 이해봉의 기일마다 묘소를 찾으며 기리고 있다.

## 학력
- 1955년 대구옥포국민학교 졸업
- 1958년 대구중학교 졸업
- 1961년 경북고등학교 졸업
- 1971년 서울대학교 법과대학 법학 학사

## 경력
- 제6회 행정고등고시 합격
- 경상북도청 보건사회국장
- 내무부 새마을국장
- 대통령비서실 정무비서관
- 국무조정실 제3행정조정관
- 제6대 대구직할시장
- 체육청소년부 차관
- 한나라당 정책협의회 위원
- 한나라당 대구광역시지부 수석부지부장
- 한나라당 당연직 당무위원
- 한나라당 선거대책위원회 조직본부장
- 한나라당 운영위원회 위원
- 한나라당 대구광역시당 위원장
- 국회 교육과학기술위원회 위원장
- 한나라당 윤리위원회 위원장
- 한나라당 전국위원회 위원장
- 새누리당 전국위원회 위원장
- 새누리당 특임고문

## 상훈
- 녹조근정훈장
- 황조근정훈장

## 역대 선거 결과
|  | 21.35% |

|  | 39.25% |

|  | 77.43% |

|  | 66.85% |

|  | 57.21% |

## 소속 정당
| 소속 정당 | 소속 정당 | 소속 기간 | 비고           |
| --------- | --------- | --------- | -------------- |
|           | 무소속    | 1995~1997 | 정계 입문      |
|           | 한나라당  | 1997~2008 | 입당           |
|           | 무소속    | 2008      | 탈당           |
|           | 한나라당  | 2008~2012 | 복당           |
|           | 새누리당  | 2012      | 당명 변경 사망 |

## 같이 보기
- 달서구 을
- 대구 달서구의 국회의원
- 대구광역시장
- 대한민국의 문화체육관광부 차관

## 가족 관계
- 배우자 : 이선희
  - 슬하 2남